# Stor gödselhätting
Stor gödselhätting (Conocybe pubescens) är en svampart som först beskrevs av Claude-Casimir Gillet, och fick sitt nu gällande namn av Robert Kühner 1935. Stor gödselhätting ingår i släktet Conocybe och familjen Bolbitiaceae.  Arten är reproducerande i Sverige. Inga underarter finns listade i Catalogue of Life.